# ジョン・マーシャル (探検家)
ジョン・マーシャル（英: John Marshall、マーシャル語: Jo̧o̧n M̧ajeļ、1748年2月15日 - 1819年）は、イギリスの海軍将校、航海士、探検家。
ケント州ラムズゲートに生まれた。10歳で見習いになり、海での生活をはじめた。1788年、イングランドからオーストラリアのボタニー湾に囚人を移送する、第一艦隊のスカボロー号の艦長に任命された。その後、オーストラリアから中国に、当時海図に記載されていなかった島々（主にギルバート諸島とマーシャル諸島）を経て航海し、広州への新航路を開拓した。彼は当初、この島々を「ロード・マルグローブス諸島」と呼んだが、後にマーシャル諸島と命名された。マーシャルは囚人を移送するスカボロー号の第二次航海も指揮したが、衛生状態が劣悪で命を落とす囚人が続出した。彼らに船の乗っ取りを企てられたマーシャルは、海上輸送から引退した。アメリカ独立戦争やナポレオン戦争にも従軍したが、ダイアナ号乗船中に重傷を負った。1819年、71歳で死去。